# جنایت خیابان گاندی
جنایت خیابان گاندی یا ماجرای سمیه و شاهرخ، جرمی عشقی بود که در بعد از ظهر چهارشنبه ۱۲ دی ۱۳۷۵ توسط دو نوجوان ۱۶ ساله به نام‌های «شاهرخ» و «سمیه» در خانهٔ ویلایی خیابان گاندی، کوچهٔ ۲۳ رخ داد. اما به دلایلی از جمله تعطیلی روز جمعه، تا روز ۱۵ دی (روز دفن اجساد مقتولان) گزارشی از آن در هیچ‌یک از نشریات به چاپ نرسید.
این جرم به علت سن پایین قاتلان، موضوع و خانوادگی بودن آن و بُهت افکار عمومی از چگونگی و چرایی آن شهرت یافت. در این حادثه، برادر ۸ ساله و خواهر ۱۳ سالهٔ سمیه به نام‌های «محمدرضا» و «سپیده» در طبقهٔ دوم منزل پدری سمیه در خیابان گاندی، توسط وی و شاهرخ، به وسیلهٔ «خفه کردن با دست»، «آمپول هوا» (بنا بر ادعای شاهرخ و سمیه که گویا از سوی پزشکی قانونی تأیید نشد) و در نهایت «خفه کردن در وان حمام» کشته شدند. مادر سمیه نیز هدف این جرم قرار داشت که به علت ناکام ماندن اقدام قاتلان، جرم افشا شد.
شاهرخ و سمیه اعتراف کردند که تحت تأثیر یک فیلم خارجی (احتمالاً فیلم قاتلین بالفطره) قرار گرفته‌اند. همچنین بنا بر برخی اظهار نظرها شاهرخ و سمیه گفتند که تحت تأثیر موسیقی هوی متال و یک زندگی رپ‌گونه اقدام به چنین جرمی کرده‌اند. این مطلب در مصاحبهٔ کارشناسان مرکز آموزش و پژوهش زندان‌ها با سمیه و شاهرخ توسط سمیه تکذیب شد.
در ۱۷ بهمن ۱۳۷۵ دادگاه هر دو را به قصاص محکوم کرد که با اعلام گذشت پدر سمیه، شاهرخ به ۱۰ و سمیه به ۱۲ سال زندان محکوم شدند. به گفتهٔ حمیدرضا گودرزی که قاضی و بازپرس این پرونده بوده، سمیه و شاهرخ دورهٔ محکومیت کامل را سپری نکردند و با رضایت پدر سمیه پس از سه الی چهار سال حبس آزاد شدند.
آژانس خبری آسوشیتد پرس ضمن پوشش خبر حادثه از آن باعنوان «یک داستان رومئو و ژولیتی با پایان استیون کینگی» یاد کرد.

## چرایی جرم
مواردی همچون «افسردگی و روان‌پریشی سمیه»، «بی‌توجهی‌های پدر به وی»، «مخالفت پدر با ازدواج وی و شاهرخ»، «تصمیم سمیه برای انتقام از خانواده» و «فقر اخلاقیات و معنویات» به‌عنوان دلایل طراحی نقشهٔ قتل و اقدام به جرم ذکر شده‌اند.

## چگونگی رخداد جرم
شاهرخ شب پیش از رویداد تا صبح در اتاق سمیه حضور داشته و صبح روز حادثه، سمیه نقشهٔ قتل را طراحی می‌کند. شاهرخ که تصمیم سمیه را جدی نمی‌داند به‌طور لفظی با آن موافقت می‌کند. آن روز صبح، سمیه و شاهرخ به تعلیم رانندگی می‌روند و سمیه پیش از بازگشت به خانه، دو جفت دستکش از داروخانه می‌خرد و پس از آن برای خوردن ناهار به خانه بر می‌گردند.
بعد از ظهر مادر سمیه به همراه دختر کوچک خانواده (سِوین) از خانه خارج می‌شوند تا به آرایشگاه بروند. پس از خروج مادر، سمیه که به همراه شاهرخ در طبقهٔ دوم ساختمان حضور داشته خواهرش سپیده (مقتول اول) را به طبقهٔ دوم فرا می‌خواند. وقتی سپیده به طبقهٔ دوم می‌آید، شاهرخ دستش را به دور گردن سپیده می‌اندازد و در نتیجهٔ فشار گردن، سپیده بی‌حال می‌شود. (بر پایهٔ ادعای شاهرخ پس از اینکه وی دستش را به دور گردن سپیده می‌اندازد سمیه به سپیده آمپول هوا می‌زند که به خاطر آمپول هوا بوده که سپیده بی‌حال روی زمین می‌افتد). پس از آن با کمک هم، پیکر نیمه‌جان سپیده را به حمام می‌برند و بعد سمیه گردن وی را درون وان حمام قرار می‌دهد و پس از اطمینان از مرگ وی، جسد سپیده را محکم به کف حمام می‌کوبد. سپس به کمک شاهرخ جسد وی را به داخل اتاق می‌برند. (گویا در مدتی که شاهرخ و سمیه مشغول کشتن سپیده بودند، محمدرضا (مقتول دوم) برای بازی با سپیده به طبقهٔ دوم می‌آید اما سمیه به بهانه‌ای، وی را به طبقهٔ پایین می‌فرستد).
پس از چند دقیقه محمدرضا دوباره به طبقهٔ دوم می‌آید تا با سپیده بازی کند. شاهرخ وی را بغل کرده و گردن وی را فشار می‌دهد و بعد بر پایهٔ ادعای شاهرخ، سمیه به وی آمپول هوا می‌زند که در نتیجه محمدرضا نیز از حال می‌رود. پس از آن پیکر نیمه‌جان وی را نیز به حمام برده و با کمک شاهرخ داخل وان حمام قرار می‌دهند تا جان می‌دهد.
پس از کشتن بچه‌ها شاهرخ و سمیه لامپ طبقهٔ دوم را خاموش می‌کنند تا موقعی که مادر سمیه به خانه بازمی‌گردد او را نیز به طبقهٔ دوم کشانده و به قتل برسانند. دقایقی بعد مادر سمیه به همراه سوین به خانه بازمی‌گردند. سمیه از وی می‌خواهد که به طبقهٔ دوم آمده ولی سوین را با خود نیاورد.
هنگامی‌که مادر سمیه به طبقهٔ دوم می‌رود سمیه در تاریکی وی را صدا می‌زند و نزد خود فرا می‌خواند. مادر جلو رفته و در این هنگام سمیه با حالتی عجیب به وی می‌گوید که «از تو متنفرم» و آغاز به اهانت کردن به مادر می‌کند. مادر، وحشت‌زده لامپ را روشن می‌کند و شاهرخ که تا آن زمان پشت ستون سالن پنهان شده بود گردن مادر سمیه را گرفته و با چاقوی دسته قهوه‌ای دو ضربه به وی وارد می‌کند. بعد هر دو شروع به کتک زدن مادر می‌کنند. مادر با التماس از آن‌ها می‌خواهد که وی را نَکُشَند و قسم یاد می‌کند که در این صورت حقیقت را پنهان نموده و به کسی چیزی نمی‌گوید. در این هنگام سوین در طبقهٔ پایین شروع به جیغ زدن می‌کند و سمیه برای بالا آوردن وی به طبقهٔ پایین می‌رود. پس از پایین رفتن سمیه، شاهرخ پریشان و مضطرب چاقو را به دست مادر سمیه داده و به گریه می‌افتد و به وی می‌گوید که بچه‌ها را کشته‌اند. مادر سمیه بلافاصله به داخل کوچه فرار کرده و شروع به داد و فریاد نموده و از همسایه‌ها کمک می‌خواهد و در ابتدا به خاطر قسمی که خورده‌است (بنا بر ادعای پدر سمیه) یا به خاطر اینکه همسایه‌ها و فامیل‌هایشان شاهرخ و سمیه را تکه‌تکه نکنند (بنا بر ادعای خودش) به دیگران اظهار می‌کند که دزد به خانهٔ آن‌ها دستبرد زده و فرزندانش را کشته‌است. در نهایت با حضور پلیس، واقعیت افشا شده و سمیه و شاهرخ بازداشت می‌شوند.